# Mohamed Kouka
Mohamed Kouka (arabe : محمد كوكا) est un acteur tunisien.

## Filmographie

### Cinéma
- 1968 :
  - Angélique et le Sultan de Bernard Borderie
  - Enfants de salauds de André de Toth : rôle de Assine
- 1970 : Da Gerusalemme a Damasco de Roberto Rossellini : rôle de Giovanni
- 2005 : Junun de Fadhel Jaïbi
- 2006 :
  - L'Enquête sacrée de Giulio Base
  - Thalathoun de Fadhel Jaziri
- 2008 : Bab al samah de Francesco Sperandeo : rôle de Mahmoud
- 2011 : Le Fond du puits (court métrage) de Moez Ben Hassen
- 2016 : Éclipses (Khousouf) de Fadhel Jaziri

### Télévision
- 1969 : Les Actes des Apôtres de Roberto Rossellini : rôle de Giovanni
- 1994 : Ghada de Mohamed Hadj Slimane : rôle de Combata
- 1997 : El Khottab Al Bab (saison 2) de Slaheddine Essid, Ali Louati et Moncef Baldi : Si Lamine
- 1998 : Il tesoro di Damasco de José María Sánchez (it)
- 2005 : Café Jalloul de Lotfi Ben Sassi, Imed Ben Hamida et Mohamed Damak : Abdelkader Ben Mouldi Mostari
- 2009 :
  - Choufli Hal de Slaheddine Essid et Abdelkader Jerbi (invité d'honneur de l'épisode 2 de la saison 5) : Si Fadhel
  - Aqfas Bila Touyour (ar) d'Ezzeddine Harbaoui
- 2009-2013 : Njoum Ellil de Madih Belaïd et Mehdi Nasra

### Théâtre
- Art de Yasmina Reza, avec Hichem Rostom et Raouf Ben Yaghlane[1]